# A Pesca
A Pesca é o décimo sexto álbum de Vanilda Bordieri, lançado em 2011, com produção musical de Melk Carvalhedo, com distribuição da gravadora Aliança.
Inicialmente o título do CD seria A Torre, mas surgiu a letra "Lance a rede", que intitulou o disco.  As faixas que se destacam são "Lance a rede", "Sê comigo", "Protesto", "Meu Israel", "a torre", "Meu grande heroi", "Me conte o teu segredo".
| Críticas profissionais | Críticas profissionais |
| Avaliações da crítica  | Avaliações da crítica  |
| Fonte                  | Avaliação              |
| ---------------------- | ---------------------- |
| Super Gospel           | (favorável)            |

## Faixas
| nº | Faixa                      | Compositor                     |
| -- | -------------------------- | ------------------------------ |
| 1  | A pesca (Lance a rede)     | Vanilda Bordieri               |
| 2  | Sê comigo                  | Vanilda Bordieri               |
| 3  | Protesto                   | Eduardo Schenatto              |
| 4  | Santo Espírito             | Irotildes Santos               |
| 5  | Meu Israel                 | Vanilda Bordieri               |
| 6  | A torre                    | André Bueno                    |
| 7  | Unidos em oração           | Vanilda Bordieri               |
| 8  | Receba o teu milagre       | Vanilda Bordieri               |
| 9  | Meu grande heroi           | Agailton Silva                 |
| 10 | Fonte no deserto           | Vanilda Bordieri e André Bueno |
| 11 | Abraçados no altar         | Vanilda Bordieri               |
| 12 | Acende o teu fogo          | Vanilda Bordieri               |
| 13 | Me conte o teu segredo     | Vanilda Bordieri               |
| 14 | Deus te escolheu           | Moisés Cleyton                 |
| 15 | Vem renovar os nossos dias | Silas Paiva                    |